# Coffea tricalysioides
Coffea tricalysioides är en måreväxtart som beskrevs av J.-f.Leroy. Coffea tricalysioides ingår i släktet Coffea och familjen måreväxter. Inga underarter finns listade i Catalogue of Life.